# Gregor von Rezzori
Gregor von Rezzori, właśc. Gregor d'Arezzo (ur. 13 maja 1914 w Czerniowcach na Bukowinie, zm. 23 kwietnia 1998 w Donnini w Toskanii) niemieckojęzyczny pisarz, dziennikarz, scenarzysta, aktor.

## Życiorys
Gregor von Rezzor był obywatelem Austro-Węgier, Rumunii, ZSRR, Niemiec, Włoch. W latach 1944–1984 posiadał paszport bezpaństwowca. Rezzori pochodził z sycylijskiej rodziny, która w XVIII w. przeniosła się do Wiednia. Jego pradziadek był architektem, a ojciec urzędnikiem państwowym w Czerniowcach. W młodości Rezzori uczył się w Braszowie, Fűrstenfeld i Wiedniu, gdzie studiował malarstwo, architekturę i medycynę. W latach 30. XX w. zamieszkał w Bukareszcie, skąd przeniósł się w 1938 do Berlina, w którym zadebiutował jako prozaik. Rumuńskie obywatelstwo uchroniło Rezzoriego przed służbą w niemieckiej armii w czasie II wojny światowej.

## Twórczość
Jego debiutancką powieścią była Flamme, die sich verzehrt (1940, wcześniej drukowana w czasopismach). W 1953 wydał Magrebinische Geschichten, opowiadające o wyimaginowanej krainie Magrebin, będącej literackim przetworzeniem ojczystej Bukowiny. W 1958 wychodzi Ein Hermelin in Tschernopol, wydany w Polsce w 2003 pod tytułem Gronostaj z Czernopola, powieść, w której Rezzori opisuje swoje czerniowieckie dzieciństwo. W 1979 pisze Memoiren eines Antisemiten (wyd. pol. Pamiątki antysemity 2006), zbiór opowiadań, z których każde mówi o istotnym dla losów bohatera spotkaniu z Żydem lub Żydówką. Większość jego cenionych utworów nie została dotąd przełożona na język polski.
Jako aktor Rezzori zagrał w kilkunastu filmach m.in. Louisa Malle’a i Volkera Schlöndorffa, u boku Brigitte Bardot i Marcello Mastroianniego.

## Dzieła
- Flamme, die sich verzehrt, 1940
- Rombachs einsame Jahre, 1942
- Rose Manzani, 1944
- Maghrebinische Geschichten, 1953
- Ödipus siegt bei Stalingrad, 1954
- Männerfibel, 1955
- Ein Hermelin in Tschernopol. Ein maghrebinischer Roman, 1958, wyd. pol. Gronostaj z Czernopola, 2003
- Bogdan im Knoblauchwald. Ein maghrebinisches Märchen, 1962
- Idiotenführer durch die deutsche Gesellschaft. Hochadel, Adel, Schickeria, Prominenz, 1962-1965
- Die Toten auf ihre Plätze. Tagebuch des Films Viva Maria, 1966
- 1001 Jahr Maghrebinien. Eine Festschrift, 1967
- Der Tod meines Bruders Abel, 1976
- Greif zur Geige, Frau Vergangenheit, 1978
- Memoiren eines Antisemiten, 1979, wyd. pol. Pamiątki antysemity, 2006
- Der arbeitslose König. Maghrebinisches Märchen, 1981
- Blumen im Schnee – Portraitstudien zu einer Autobiographie, die ich nie schreiben werde. Auch: Versuch der Erzählweise eines gleicherweise nie geschriebenen Bildungsromans, 1989, wyd. pol. Niegdysiejsze śniegi, 2025, Wyd. Czarne, przekład Małgorzata Gralińska
- Über dem Kliff, 1991
- Begegnungen, 1992
- Ein Fremder in Lolitaland. Ein Essay, 1993
- Greisengemurmel. Ein Rechenschaftsbericht, 1994
- Italien, Vaterland der Legenden, Mutterland der Mythen. Reisen durch die europäischen Vaterländer oder wie althergebrachte Gemeinplätze durch neue zu ersetzen sind, 1996
- Frankreich. Gottesland der Frauen und der Phrasen. Reisen durch die europäischen Vaterländer oder wie althergebrachte Gemeinplätze durch neue zu ersetzen sind, 1997
- Mir auf der Spur, 1997
- Kain. Das letzte Manuskript, 2001 (wydanie pośmiertne)